# Матч «На руинах Сталинграда»
Матч «На руи́нах Сталингра́да» — товарищеская встреча, состоявшаяся 2 мая 1943 года в освобождённом Сталинграде между футбольной командой «Спартак» (Москва) и сборной местных игроков в составе «Динамо» (Сталинград). Сталинградская команда выиграла со счётом 1:0.
Это спортивное мероприятие было организовано по инициативе руководства НКВД и городской власти. Идея заключалась в том, чтобы создать настроение праздника для населения, показать, что город возвращается к полноценной жизни. Организаторы спортивного мероприятия прекрасно осознавали значение психологического фактора предстоящей встречи. Ведь ничто так не объединяет людей, как состояние, когда они болеют «за наших». И это единение должно было стать залогом общих усилий по возрождению Сталинграда.
Для придания важности происходящему было принято решение пригласить на товарищескую встречу одну из ведущих команд страны — московский «Спартак».

## Организация матча
Идея проведения матча родилась в Москве, во Всесоюзном спорткомитете, была поддержана и одобрена партийными организациями. Обком партии, обком ВЛКСМ и представители физкультурных организаций разработали план проведения игры.
После окончания боёв за Сталинград, в числе защитников которого были и многие футболисты сталинградских команд, в том числе и команды мастеров «Трактора», Василия Ермасова назначили ответственным секретарём областного совета общества «Динамо». В начале апреля его вызвали к первому секретарю обкома партии Алексею Чуянову, где также были представитель облсовета «Динамо» А. И. Воронин и секретарь обкома комсомола В. И. Лёвкин. Генерал-лейтенант Александр Воронин спросил у Василия Ермасова о том, как лучше отметить первомайские праздники в городе, на что Ермасов предложил, что «надо сыграть в футбол, чтобы люди воочию увидели, что город жив». Алексей Чуянов высказал мысль об организации междугороднего матча: «Можете его провести без игроков „Трактора“, которые ещё не вернулись в город?» — спросил Чуянов. «Сталинградцы всё могут», — ответил Ермасов. «Правильно», — поддержал Чуянов и улыбнулся, — «Давайте готовьтесь».
Секретарь обкома партии Алексей Чуянов одобрил план и попросил проинформировать о нём председателя Всесоюзного спорткомитета Василия Снегова. На заседании Всесоюзного спорткомитета решили провести матч между командами «Динамо» (Сталинград) и «Спартак» (Москва).

## Подготовка к матчу

### Стадион
Единственным местом, пригодным к проведению матча, был наименее пострадавший в ходе Сталинградской битвы стадион завода «Азот», расположенный на южной окраине города в Бекетовке. Ко дню проведения встречи этот заводской стадион был приведён в порядок. Были убраны зенитные орудия и выравнено поле. Сотни добровольцев помогали засыпать воронки и убирать осколки. Также были установлены ворота и ограждено футбольное поле, приведены в порядок раздевалки, складские помещения и возведены небольшие трибуны для зрителей примерно на 3 000 мест.

### «Динамо»
Константин Беликов встретился с шофёром Саввой Пиликяном и попросил его разыскать футболистов. Савва всех собрал, а Сергей Плонский, который до войны окончил Московский институт физкультуры, начал проводить ежедневные тренировки. В течение двухнедельного подготовительного периода Сергей Плонский следил за тем, чтобы нагрузки росли постепенно, так как боялся, чтобы ребята на тренировках не перегрузили себя, чтобы к матчу подошли в оптимальной форме. Также он добился для футболистов усиленного питания, в меню которого входили пшённая каша, селёдка — всё без ограничения.

### «Спартак»
В середине апреля 1943 года команду мастеров московского «Спартака» в полном составе вызвали в комитет по физической культуре и спорту. Команду принял председатель, который сообщил, что получена просьба из Сталинграда прислать команду на спортивный праздник, который состоится в городе 2 мая.
В ночь на 1 мая на Московском аэродроме «Спартак» ожидает разрешения на посадку в самолёт. Но вылет временно задержали из-за ожидаемого налёта немецкой авиации на Сталинград. 2 мая в 6 часов утра московская делегация на двух самолётах всё-таки вылетела в Сталинград. По прилёте в Сталинград футболисты «Спартака» были тепло встречены местными партийными руководителями и представителями физкультурных организаций города. На открытых машинах через весь разрушенный город команду доставили в Бекетовку.
Спартаковцы отправились в Сталинград не с пустыми руками. Москвичи взяли с собой спортивный инвентарь: диски, копья, ядра, мячи, волейбольные сетки и футбольную форму, которую подарили динамовцам.

## Матч
Игра вызвала огромный интерес. На матче присутствовало, по оценкам очевидцев, не менее 9—10 тысяч зрителей.
Костяк «Динамо» составили оказавшиеся в городе игроки «Трактора», который представлял Сталинград в чемпионате СССР. Спартаковцы не ожидали встретить со стороны сталинградцев серьёзного сопротивления — ведь у динамовцев, в отличие от «Спартака», игравшего на первенство и кубок Москвы, был, по существу, несыгранный коллектив.
Москвичи с первых минут бросились на штурм сталинградских ворот, надеясь решить исход игры уже в дебюте. Но Василий Ермасов — вратарь «Динамо», которому буквально перед матчем вручили медаль «За отвагу», прерывал все атаки москвичей. Его уверенность невольно передалась и другим сталинградцам, они заиграли пошире, покомбинационнее.
Но сталинградцы не только выстояли, но и сумели победить. В одном из моментов мяч попал к Савве Пиликяну. Он медленно двигался по краю, дожидаясь, пока кто-нибудь из партнёров откроется впереди. Но динамовцев плотно держали игроки «Спартака». По пути Савва обманул одного из братьев Соколовых, перед ним вырос Глазков, но и от него ловким движением ушёл хавбек. И здесь Савва увидел, как освобождается от опеки Шляпин, и быстро адресовал ему мяч. Все последующее произошло в какие-то мгновения. Георгий Шляпин, почти не обрабатывая мяч, переправил его Александру Моисееву, а тот также без обработки сильно пробил в сторону ворот Анатолия Акимова. Опытный голкипер запоздал с броском и пропустил гол в верхний угол ворот, который оказался в матче единственным. Несмотря на отчаянные усилия, «Спартаку» не удалось сравнять счёт.
| 2 мая 1943                | \| «Динамо» (Сталинград) \| 1:0 \| «Спартак» (Москва) \| \| 1:0 Александр Моисеев 39′ \| Голы \| \| | Стадион «Азот», Сталинград Зрителей: 10 000 |
| «Динамо» (Сталинград)     | 1:0                                                                                                 | «Спартак» (Москва)                          |
| 1:0 Александр Моисеев 39′ | Голы                                                                                                |                                             |

| «Динамо» | «Спартак» |

«Динамо» (Сталинград): Василий Ермасов (вр), Сергей Плонский, Константин Беликов (к), Александр Колосов, Георгий Шляпин, Владимир Зуев, Леонид Шеремет, Александр Моисеев, Фёдор Гусев, Иван Фролов, Савва Пиликян, Леонид Назарчук, Иванов.
«Спартак» (Москва): Анатолий Акимов (вр), Александр Леонтьев (вр), Георгий Глазков, Константин Малинин, Николай Морозов, Александр Оботов, Анатолий Сеглин, Борис Смыслов, Борис Соколов, Василий Соколов, Виктор Соколов, Владимир Степанов, Олег Тимаков, Серафим Холодков, Владимир Щагин.
По одной из легенд мяч в игру был введён с пикирующего истребителя, который сопровождал спартаковскую делегацию. Будто бы мяч после этого ударился о кочку и улетел за пределы стадиона. Этот миф в 1983 году развеял один из участников матча Георгий Шляпин.

## Значение игры

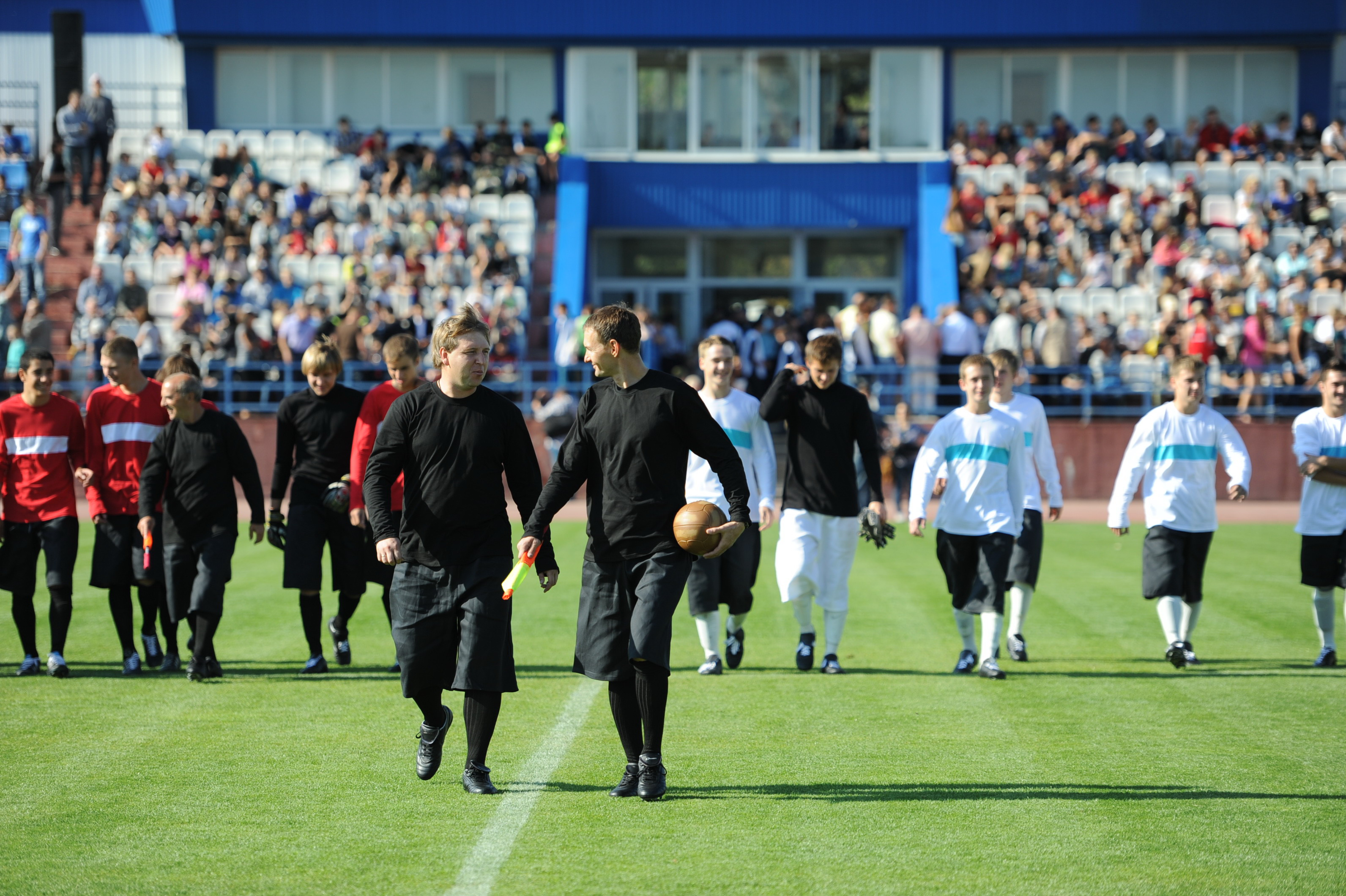
Реконструкция матча «На руинах Сталинграда» на стадионе «Зенит»

Факт проведения игры в разрушенном Сталинграде имел международный резонанс и упоминается в истории мирового футбола. Этот матч стоит в одном ряду с игрой в оккупированном Киеве и играми в блокадном Ленинграде.
После матча лондонская газета «Таймс» писала: «Сталинград снова удивляет мир. Второе чудо Сталинграда». «Если русские могут играть в футбол в Сталинграде, то это свидетельствует, что они уверены в будущем…».
Английский журналист Брюс Харрис, передавая по телеграфу из Лондона заметку об английском футболе, первый абзац посвятил матчу в Сталинграде:
Мы узнали из наших газет о матче московского «Спартака» со сталинградской командой... Мы в Англии переживали волнующую радость... Можно ли было подумать, что Сталинград после таких переживаний, какие не выпадали ни одному городу, сумел выставить на футбольное поле команду? Не есть ли это одно из проявлений того сталинградского духа, который свойственен русским воинам, и такого несокрушимого, который никто не сможет сломить!
Большое историческое и социальное значение матча признаётся футбольными хронистами со стороны «Спартака», «Ротора», футбольными и волгоградскими властями.

## Упоминание в литературе
В 2008 году писатель Дмитрий Рогачёв получает Большую литературную премию за роман «Москва-Сталинград», описывающий события матча.

## Матчи ветеранов
В Волгограде неоднократно проводились реконструкции, товарищеские матчи, турниры и встречи ветеранов, посвящённые матчу «На руинах Сталинграда».
| 30 апреля 2008 65 лет | Сборная Волгограда    | 1:1     | «Спартак»             | Волгоград        |
|                       | 1:0 Александр Царенко | (отчёт) | 1:1 Мухсин Мухамадиев | Стадион: Олимпия |

| 9 мая 2013 70 лет | «Ротор»                                                                         | 3:3   | «Спартак»                                                                                   | Волгоград                                                              |
| | 1:1 Олег Веретенников 34′ · 2:1 Виталий Абрамов 46′ · 3:2 Олег Веретенников 57′ | Отчёт | 0:1 Владимир Бесчастных 28′ · 2:2 Александр Беркетов 51′ (авт.) · 3:3 Владимир Джубанов 60′ | Стадион: Центральный Зрителей: 10 500 Судья: Сергей Баранов (Волжский) |
| «Ротор»: Никитин (Гриценко, 31), Жабко, Р.Романов, Нечай, Беркетов, Бурлаченко, Веретенников, Царенко, Абрамов, Гудименко, Стогов, Чупин, Д.Иванов, Зубко, Дуров. · «Спартак»: Дасаев, Хлестов, Г.Морозов, Хидиятуллин, Шавло, Джубанов, Евсеев, Бесчастных, Черенков, Родионов, Каюмов, Букиевский, Кужлев, Коновалов. · Нереализованный пенальти: Олег Веретенников (42', вратарь). |                                                                                 |       |                                                                                             |                                                                        |

| 1 мая 2023 80 лет | «Динамо» Сталинград | 0:2     | «Спартак» Москва                           | Волгоград                                                         |
| |                     | (отчёт) | 0:1 Р. Павлюченко 51′ · 0:2 А. Самедов 58′ | Стадион: Волгоград Арена Зрителей: 36 640 Судья: Алексей Николаев |
| «Динамо» Сталинград: Виталий Абрамов, Евгений Алдонин, Максим Бондаренко, Альберт Борзенков, Валерий Бурлаченко, Олег Веретенников, Валерий Есипов, Платон Захарчук, Александр Зернов, Денис Зубко, Павел Могилевский, Михаил Мысин, Николай Олеников, Максим Ромащенко, Игорь Семшов, Максим Тищенко, Андрей Чичкин, Евгений Чумаченко, Александр Шмарко, Эрик Яхимович. Тренерский штаб: Валерий Газзаев, Александр Бородюк, Владимир Файзулин, Виктор Лосев. «Спартак» Москва: Дмитрий Аленичев, Никита Баженов, Денис Бояринцев, Константин Головской, Андрей Ещенко, Валерий Кечинов, Дмитрий Комбаров, Андрей Коновалов, Алексей Мелёшин, Александр Мостовой, Виктор Онопко, Роман Павлюченко, Дмитрий Парфёнов, Александр Самедов, Егор Титов, Андрей Тихонов, Александр Филимонов, Дмитрий Хлестов, Александр Ширко. Тренерский штаб: Олег Романцев, Александр Бородюк, Александр Мирзоян, Ринат Дасаев, Вагиз Хидиятуллин, Никита Симонян. |                     |         |                                            |                                                                   |